# 중앙재난안전대책본부
중앙재난안전대책본부(中央災難安全對策本部, 영어: Central Disaster and Safety Countermeasures Headquarters, CDSCHQ)는 대한민국에 있는 대규모 재난의 대응·복구 등에 관한 사항을 총괄·조정하고 필요한 조치를 하기 위하여 행정안전부에 두는 기관으로, 행정안전부 장관을 중앙본부장으로 하여 구성되지만, 해외에서 발생한 재난의 경우에는 외교부 장관이, 방사능 재난의 경우 중앙방사능재난대책본부장인 원자력안전위원회 위원장이 본부장의 권한을 행사한다.
행정안전부 장관이 건의하거나 국무총리가 직권(직무상의 권한)으로 본부장을 국무총리로 변경할 수 있으며, 이 경우 차장은 행정안전부 장관이나 외교부 장관, 원자력안전위원회 위원장 중 1명이 각 재난 유형에 따라 보임되며, 본부장은 필요에 따라 중앙사고수습본부장이나 시·도재난안전대책본부, 시·군·구재난안전대책본부를 지휘할 수 있다.

## 조직
각 재난 유형에 따라 대통령령으로 정한 조직과 보직은 다음과 같으며, 해외 재난이나 방사능 재난의 경우 외교부 장관이나 원자력안전위원회 위원장이 지명하는 공무원으로 보한다.

### 일반 재난

#### 본부장이 국무총리인 경우
- 차장: 행정안전부 장관.
- 총괄조정관: 재난안전관리본부장
- 대변인: 일반직 고위공무원, 소방감, 또는 치안감.
- 통제관: 행정안전부 소속의 일반직 고위공무원 중 해당 재난업무를 총괄하는 자.
- 부대변인: 재난발생유형에 따른 소관부처 일반직 고위공무원.
- 담당관: 행정안전부 소속의 일반직 고위공무원 중 해당 재난업무를 담당하는 자.

#### 본부장이 행정안전부 장관인 경우
- 차장: 재난안전관리본부장
- 총괄조정관: 행정안전부 소속의 일반직 고위공무원 중 해당 재난업무를 총괄하는 자.
- 대변인: 행정안전부 장관이 지명하는 일반직 고위공무원
- 통제관: 행정안전부 소속의 일반직 고위공무원 중 해당 재난업무를 담당하는 자.
- 부대변인: 재난발생유형에 따른 소관부처 공무원.
- 담당관: 행정안전부 소속의 과장급 공무원 중 해당 재난업무를 담당하는 부서의 장.

## 같이 보기
- 대한민국 행정안전부

## 웹사이트
- 국민 재난 안전 포탈